# Операція «Регенбоген» (1945)
Опера́ція «Регенбоген» (нім. Regenbogen — веселка) — операція Крігсмаріне наприкінці Другої світової війни.
За планом операції, перед капітуляцією Німеччини всі військові кораблі німецького флоту мали бути затоплені власними екіпажами для збереження честі флоту. Відповідний наказ було віддано 30 квітня 1945 року грос-адміралом Карлом Деніцем. Однією з вимог союзників під час переговорів про капітуляцію було скасування цього наказу; 4 травня Деніц видав наказ про скасування операції.
Командири підводних човнів Західної Балтики не підкорились цьому наказу, оскільки вважали, що його було віддано не з волі Деніца, а під примусом союзників. Таким чином 232 (за іншими джерелами 216) підводних човни було затоплено або підірвано.